# Semjon Antonov
Semjon Antonov (ryska: Семён Сергеевич Антонов), född den 18 juli 1989 i Nizjnevartovsk, Ryssland, är en rysk basketspelare som tog OS-brons i herrbasket vid olympiska sommarspelen 2012 i London.